# Чавес, Хосе Мелитон
Хосе Малитон Чавес (исп. José Melitón Chávez; 2 июля 1957, Ромеро-Посо, Аргентина — 25 мая 2021) — католический прелат, четвёртый епископ Аньятуи с 17 октября 2015 года.

## Биография
Родился 2 июля 1957 года в селении Ромеро-Посо в окрестностях Тукумана, Аргентина. После третьего курса философского факультета Национального университета Тукумана поступил в Высшую духовную семинарию во имя Пресвятой Девы Марии Милосердия архиепархии Тукумана. 29 ноября 1985 года был рукоположён в священники для служения в архиепархии Тукумана. Служил викарием в различных приходах архиепархии Тукумана. С 1988 по 1995 год — настоятель прихода святого Иосифа, потом — вице-ректор и ректор Высшей духовной семинарии в Тукумане (1996—2000), генеральный викарий, епископский викарий архиепархии Тукумана (2000—2011). С 2013 года — настоятель прихода Святейшего Спасителя.
7 октября 2000 года Римский папа Иоанн Павел II присвоил ему титул Папского почётного прелата.
17 октября 2015 года Римский папа Франциск назначил его епископом Аньятуи. 4 декабря 2015 года состоялось его рукоположение в епископы, которое совершил 
 епископ Вилья-де-ла-Консепсьон-дель-Рио-Куарто Адольфо Армандо Уриона в сослужении с архиепископом-эмеритом Тукумана кардиналом Луисом Эктором Вильяльбой и архиепископом Тукумана Альфредо Орасио Секкой.